# 카탸 리초바
예카테리나 알렉산드로브나 리초바(러시아어: Екатери́на Алекса́ндровна Лычёва, 1974년 6월 10일 ~ )는 러시아의 배우이다.